# Jean-Victor Makengo
Jean-Victor Makengo (Étampes, 12 giugno 1998) è un calciatore francese, centrocampista del Lorient.

## Caratteristiche tecniche
Di ruolo mezzala, si distingue per accelerazione e dinamismo.

## Carriera

### Club

#### Inizio e formazione
Nato a Étampes nella regione francese dell'Essonne da una famiglia di calciatori, suo fratello maggiore Giovanni a livello amatoriale, Chris che ha giocato nelle giovanili dell'AJ Auxerre e sua sorella Anaïs che nel ruolo di difensore ha disputato la D1 femminile con la maglia dell'Issy-les-Moulineaux nel campionato 2014-2015. Dopo cinque anni con l'Étampes FC, ha giocato per due club del suo dipartimento, il Malesherbes e il Linas-Montlhéry, prima di essere notato dallo Stade Malherbe de Caen, che lo ha integrato nel suo centro di formazione.
Spesso paragonato a N'Golo Kanté, è entrato nella squadra delle riserve all'età di 16 anni, diventando un titolare sotto il comando di Gregory Proment.

#### Caen
Corteggiatissimo da molti top club europei (Manchester United e Manchester City in particolare), ha firmato il suo primo contratto triennale da professionista con lo Stade Malherbe de Caen all'età di 17 anni. Ha fatto il suo debutto da professionista sostituendo Jonathan Delaplace  il 29 novembre 2015 a Bordeaux. 
Nella sua prima stagione con la prima squadra, ha giocato in 10 partite di campionato. 

#### Nizza e prestito a Tolosa
Nel mercato estivo del 2017 si è unito all'OGC Nice insieme ad Adrien Tameze. Ha giocato la sua prima partita con i suoi nuovi colori nella prima giornata di campionato, a Saint-Etienne (sconfitta per 1-0), sostituendo Rémi Walter al 74º minuto. Ha concluso la sua prima stagione a Nizza con solo 7 presenze in tutte le competizioni.
Il 25 giugno 2019, è stato prestato al Tolosa FC per una stagione con un'opzione di acquisto. Ha giocato la sua prima partita per i viola in una trasferta contro lo Stade Brestois. Ha segnato il suo primo gol nella partita successiva in casa contro il Dijon FCO.

#### Udinese
Il 5 ottobre 2020 viene acquistato dall'Udinese, il trasferimento è stimato in 3,5 milioni di euro. Il 18 ottobre successivo esordisce nella massima serie, nel successo casalingo sul Parma per 3-2, subentrando a Tolgay Arslan. Il 18 dicembre 2021 sigla il suo primo gol in Serie A e con i friulani, nella vittoria per 4-0 in casa del Cagliari.

#### Lorient
Il 30 gennaio 2023, Makengo viene ceduto al Lorient per dieci milioni di euro, più tre di bonus, firmando un contratto valido fino al 30 giugno 2027 con la società bretone.

### Nazionale
Convocato nelle squadre giovanili, ha giocato per la nazionale francese U16 (7 convocazioni da aprile a giugno 2014, un gol segnato) e poi la nazionale U17 (15 convocazioni da settembre 2014 a maggio 2015).
Ha partecipato, vincendolo, al campionato europeo di calcio Under 17 del 2015

## Statistiche

### Presenze e reti nei club
Statistiche aggiornate al 19 maggio 2024.
| Stagione        | Squadra         | Campionato      | Campionato | Campionato | Coppe nazionali | Coppe nazionali | Coppe nazionali | Coppe continentali | Coppe continentali | Coppe continentali | Altre coppe | Altre coppe | Altre coppe | Totale | Totale | Totale |
| Stagione        | Squadra         | Comp            | Pres       | Reti       | Comp            | Pres            | Reti            | Comp               | Pres               | Reti               | Comp        | Pres        | Reti        | Pres   | Reti   |        |
| --------------- | --------------- | --------------- | ---------- | ---------- | --------------- | --------------- | --------------- | ------------------ | ------------------ | ------------------ | ----------- | ----------- | ----------- | ------ | ------ | ------ |
| 2015-2016       | Caen            | L1              | 10         | 0          | CF+CdL          | 1               | 0               |                    | -                  | -                  |             | -           | -           | 11     | 0      |        |
| 2016-2017       | Caen            | L1              | 17         | 0          | CF+CdL          | 2+1             | 0+2             |                    | -                  | -                  |             | -           | -           | 20     | 2      |        |
| Totale Caen     | Totale Caen     | Totale Caen     | 27         | 0          |                 | 4               | 2               |                    | -                  | -                  |             | -           | -           | 31     | 2      |        |
| 2017-2018       | Nizza           | L1              | 5          | 0          | CdL             | 1               | 0               | UEL                | 2                  | 0                  |             | -           | -           | 8      | 0      |        |
| 2018-2019       | Nizza           | L1              | 25         | 1          | CF+CdL          | 1+1             | 0               |                    | -                  | -                  |             | -           | -           | 27     | 1      |        |
| Totale Nizza    | Totale Nizza    | Totale Nizza    | 30         | 1          |                 | 3               | 0               |                    | 2                  | 0                  |             | -           | -           | 35     | 1      |        |
| 2019-2020       | Tolosa          | L1              | 19         | 2          | CF+CdL          | 1+2             | 0               |                    | -                  | -                  |             | -           | -           | 22     | 2      |        |
| 2020-2021       | Udinese         | A               | 17         | 0          | CI              | 2               | 0               |                    | -                  | -                  |             | -           | -           | 19     | 0      |        |
| 2021-2022       | Udinese         | A               | 33         | 1          | CI              | 3               | 0               | -                  | -                  | -                  | -           | -           | -           | 36     | 1      |        |
| 2022-gen. 2023  | Udinese         | A               | 16         | 0          | CI              | 1               | 0               | -                  | -                  | -                  | -           | -           | -           | 17     | 0      |        |
| Totale Udinese  | Totale Udinese  | Totale Udinese  | 66         | 1          |                 | 6               | 0               |                    | -                  | -                  |             | -           | -           | 72     | 1      |        |
| gen.-giu. 2023  | Lorient         | L1              | 15         | 0          | CF              | 1               | 0               | -                  | -                  | -                  | -           | -           | -           | 16     | 0      |        |
| 2023-2024       | Lorient         | L1              | 11         | 0          | CF              | 1               | 0               | -                  | -                  | -                  | -           | -           | -           | 12     | 0      |        |
| Totale Lorient  | Totale Lorient  | Totale Lorient  | 26         | 0          |                 | 2               | 0               |                    | -                  | -                  |             | -           | -           | 28     | 0      |        |
| Totale carriera | Totale carriera | Totale carriera | 168        | 4          |                 | 18              | 2               |                    | 2                  | 0                  |             | -           | -           | 188    | 6      |        |

## Palmarès

### Club

#### Competizioni nazionali
- Campionato francese di seconda divisione: 1

Lorient: 2024-2025